# Montbaig
El Montbaig, també conegut com la muntanya de Sant Ramon, és una muntanya d'uns 300 metres d'altitud que es troba al límit dels municipis de Sant Boi de Llobregat, Sant Climent de Llobregat i Viladecans, a la comarca del Baix Llobregat. A l'època medieval aquesta muntanya es coneixia amb el nom de muntanya de Golbes, nom que es manté a la font de Golbes, situada en el camí de pujada. Al cim hi ha l'ermita de Sant Ramon, del 1887, i un bar restaurant. Abans de l'ermita hi havia un pal que delimitava els termes municipals. Tota la muntanya era terra de cultiu, de vinya i cirerers, fins a la dècada de 1950, moment en què començà a ser abandonada i ocupada per pi blanc, alzines i roures.
Al cim podem trobar-hi dos vèrtexs geodèsics (referències 285128001 i 285128017). En dies clars és possible albirar-hi la serra de Tramuntana, a Mallorca.
Aquest cim està inclòs al llistat dels 100 cims de la FEEC amb el nom de Sant Ramon. 